# Mine de Marigold
La mine de Marigold  est une mine à ciel ouvert et souterraine d'or située au Nevada aux États-Unis,,.
Selon « Le Monde en 365 jours » de GÉO 2009, la mine d’or de Marigold est exploitée depuis 1988. Elle compte 11 fosses d’extraction à ciel ouvert dans des glissements de Pierre aux teintes variées.
En 2008, 96 000 onces d’or (soit près de 3 t) sont sorties des entrailles de la terre.
La production du site devait se poursuivre jusqu’en 2017. 
Le Nevada possède des mines d’or, d’argent et de cuivre.